# Filibote

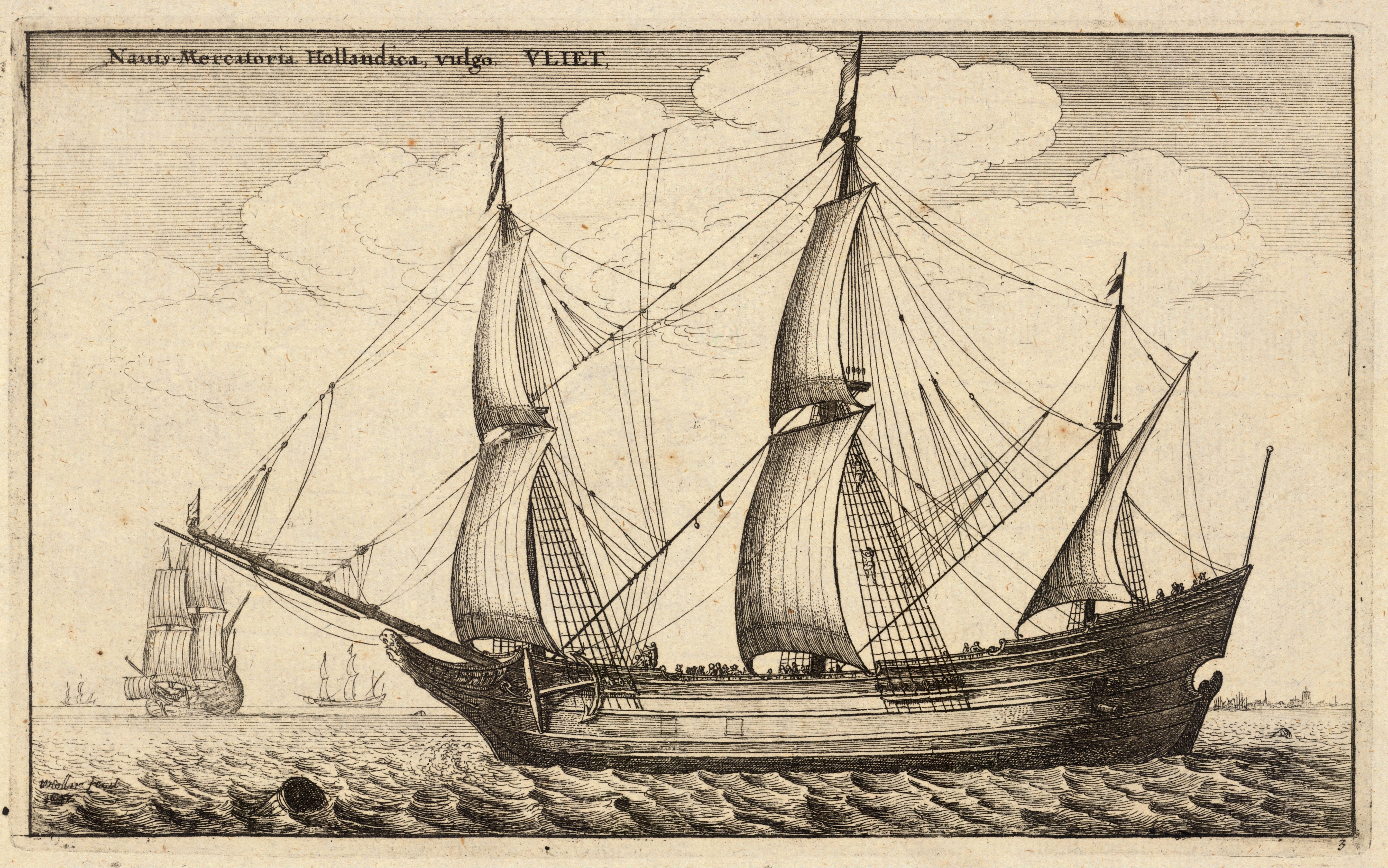
Filibotes holandeses do século XVII.

O filibote (em holandês antigo: fluyt boot ou fluyt; em holandês moderno: fluitschip ou fluit) é um tipo de navio cargueiro holandês originário da República Holandesa no final do século XVI. Projetado pelos estaleiros navais de Hoorn como um navio de carga dedicado ao comércio internacional. A embarcação foi projetada para facilitar o transporte transoceânico com o máximo de espaço e eficiência da tripulação. Ao contrário dos rivais, não foi construído para ser convertido em navio de guerra em tempos de guerra, por isso era mais barato de construir. O filibote foi um fator importante na ascensão do império marítimo holandês no século XVII, durante o Século de Ouro dos Países Baixos.:68 Em 1670, a marinha mercante holandesa totalizava 568.000 toneladas de frete - cerca de metade do total europeu.
Foi muito utilizado pela Companhia Holandesa das Índias Orientais (VOC).

## Etimologia
A palavra filibote é originária do holandês vlieboot, que consiste na junção de duas outras: vlie, que refere à ilha de Vlieland, e, boot, que significa barco. Vlieboot significa então "barco de Vlieland".
Na área da náutica, a palavra filibote refere-se a uma embarcação grande, mais precisamente um navio de carga neerlandês. Devido a sua forma o filibote (em neerlandês: fluit (= flauta)) foi provalmente nomeado após o instrumento flauta.

## Características
O filibote é um antigo navio de transporte, redondo de três mastros e dotado de velas quadradas originário da República Holandesa no final do século XVI. Medindo de 35 a 37 metros de comprimento e pesando em média entre 70 e 100 toneladas, o filibote era rápido e podia carregar apenas doze membros da tripulação.
Era capaz de transportar até o dobro da carga de navios rivais e podia ser manuseado por tripulações pequenas. A construção por estaleiros especializados usando novas tecnologias reduziu o custo pela metade dos navios rivais. Esses fatores combinados reduziram drasticamente o custo de transporte para os comerciantes holandeses, dando-lhes uma grande vantagem competitiva.:20

## História

### Primeiro navio destinado ao comércio (século XVII)
O primeiro filibote foi construído em 1595 em Hoorn, um porto então tão ativo como o de Amsterdã, conforme o design do comerciante Pieter Jansz Vael. Devido ao seu calado raso, o navio era capaz de enfrentar os mares mais severos, como o Mar do Norte, bem como o Oceano Pacífico. Dotado de uma popa redonda e alta, tinha uma capacidade máxima de carga. Seu comprimento variava de 30 a 43 m. Foi um filibote, o Concorde, que acompanhou o navio Hoorn, na expedição de dois anos e dez dias (1615-1617) de Willem Schouten e Jacob Le Maire que cruzou, pela primeira vez, o Cabo Horn.
O filibote é rapidamente copiado pelos vizinhos alemães (fleute), ingleses (flyboat), com variantes de acordo com as necessidades: no Báltico, o navio é dotado de uma grande abertura na parte de trás para o comércio de madeira; nos mares boreais, eram usados filibotes baleeiros com um casco reforçado na frente contra icebergs e com equipamento de elevação para cetáceos capturados.